# Stretch Armstrong and the Flex Fighters
Stretch Armstrong e os Flex Fighters (Stretch Armstrong and the Flex Fighters na versão original) é uma série animada americana produzida pela Hasbro Studios que compartilha o nome da figura de ação dos anos 1970 Stretch Armstrong, mas nada mais. A série Netflix apresenta um novo universo de super-heróis, novos personagens, novos vilões e novas tradições. A série foi desenvolvida pelos produtores executivos Kevin Burke, Victor Cook e Chris Wyatt.
Victor Cook também supervisionou a série como diretor de supervisão, Burke e Wyatt como editores de histórias.
Burke e Wyatt também escreveu uma história em quadrinhos para IDW Publishing. A primeira temporada foi lançada na Netflix em 17 de novembro de 2017. A segunda temporada foi lançada em 7 de setembro de 2018. A série segue três amigos que se transformam em super-heróis e equilibram suas vidas no combate ao crime com o ensino médio.

## Enredo
Jake Armstrong, Nathan Park e Ricardo Perez foram três adolescentes comuns em Charter City, até que foram mergulhados em uma substância conhecida como "Flexarium" durante um acidente. Em que, suas superpoderes recém-descobertos chamaram a atenção de Jonathan Rook, o CEO da Rook Unlimited e benfeitor do próprio Charter City. Em troca de sua liberdade das autoridades, Rook alista o trio como a equipe de super-heróis da Charter City conhecida como Flex Fighters (Stretch, Wingspan e Omni-Mass).
Em seus primeiros dias como super-heróis, os Flex Fighters receberam treinamento duro de Malcolm Kane (segundo comandante de Rook), enquanto lutavam contra vários vilões, incluindo Stretch Monster, que compartilhavam um passado com a Dra. Racine Cleo / Dra. C (ex-mentora de Rook) e sua companheira ninja Riya Dashti / Blindstrike (colega de classe dos Stretch e interesse amoroso).
Em sua última missão, os Flex Fighters descobrem com horror que Jonathan Rook e Stretch Monster são a mesma pessoa e portanto, ele tem sido seu inimigo o tempo todo; Rook pretende usar a fórmula "HyperFlexarium" da Dra. C para criar um exército de monstros e conquistar o mundo. Com a ajuda da Dra. C e Blindstrike, os Flex Fighters escaparam de Rook, mas ele os enquadra como inimigos pelo público pela violência que causou sobre a cidade.
Com a cidade sob o controle de Rook e seus cidadãos sendo contra eles, os Flex Fighters decidiram unir forças com a Dra. C e Blindstrike para expor os crimes de Rook e limpar seus nomes.

## Personagens e elenco

### Heróis
O mais diversificado programa de super-heróis na TV.
- Os Flex Fighters, são grupo de super-heróis estudantes de ensino médio e adolescentes com poderes da elasticidade:
  - Jake Armstrong / Stretch (dublado por Scott Menville) – Um estudante do ensino médio com excesso de tempo que é exposto as substâncias químicas experimentais que lhe dão habilidades de alongamento. O líder dos Flex Fighters.
  - Nathan Park / Wingspan (dublado por Steven Yeun) – O melhor amigo de Jake, que também está exposto às mesmas substâncias químicas experimentais. Ele ganha o poder de crescer, retrair as asas que se esticam e que se parecem com deslizantes.
  - Ricardo Perez / Omni-Mass (dublado por Ogie Banks) – O novo adolescente na escola, a quem Jake e Nathan fazem amizade. Como Jake e Nathan, Ricardo também está exposto às mesmas substâncias químicas experimentais, ganhando poderes baseados em estiramentos. Especificamente, ele ganha a habilidade de mudar seu tamanho e massa.
- Riya Dashti / Blindstrike (dublado por Nazneen Contractor) – Uma aluna americana e colega de turma dos Flex Fighters que secretamente é uma guerreira Ninja trabalhando com a Dra. C. Mais tarde, ela revela que seus pais trabalharam nas fórmulas do Flexarium antes de Stretch Monster matá-los, sabotando o avião deles nas Ilhas Pearl.
- Dra. Racine Cleo / Dra. C (dublado por Kate Mulgrew) – Uma cientista que orientou Jonathan Rook. Ela fingiu seu desaparecimento na esperança de impedir que seu antigo protegido assumisse o mundo.

### Vilões
- Jonathan Rook / Stretch Monster (dublado por Wil Wheaton, Miguel Ferrer e David Kaye) – O CEO industrial da Rook Unlimited e o benfeitor por trás dos Flex Fighters. Sem o conhecimento deles até o final da primeira temporada, Rook é secretamente o Stretch Monster, uma criatura elástica que se tornou um benfeitor do tipo criminoso.
- Malcolm Kane / Número 1 (dublado por Keith David) – O chefe de segurança da Rook Unlimited e o antigo mentor dos Flex Fighters. É revelado que ele é o líder dos Tech Men e sabia da vida dupla de Rook.
- Dr. Don Robertson / Multi-Farious (dublado por Jon Heder) – Um ex-funcionário da Rook Unlimited que se transformou em um monstro de granito que pode se multiplicar à vontade. Ele se curou de sua mutação no especial interativo e sua versão de episódio em duas partes "A Fuga" por uma torre de soro feita no armazém onde Don e os Flex Fighters receberam seus poderes.
- Circuit-Stream (dublado por James Arnold Taylor) – Um hacker especialista em computadores que consegue atravessar paredes e controlar qualquer equipamento eletrônico. Ele é acompanhado por seu gecko de estimação Brutus.
- As Irmãs Freak (dublado por Grey Griffin) – Um par de criminosas de irmãs gêmeas que usam capacetes com tentáculos em meios de transporte e munição em favor de seus crimes.
- Jack Kinland / Smokestack (dublado por Clancy Brown) – Um gângster que se torna um criminoso induzido pelo fumo. Ele pode solidificar e se transformar em uma nuvem de fumaça.
- Mickey Simmons (dublado por Henry Rollins) – Ex-parceiro de gangue do Kane e membro dos Stickshifts. Ele guarda rancor por sair e se juntar à Rook Unlimited.
- Madame Tousant (dublado por Vanessa Marshall) – Uma líder de gangue que lidera uma equipe de mulheres mais velhas, mas muito poderosas.
- Dra. Sarah Kamen / Quick Charge (dublado por Yvette Nicole Brown) – A ex-CEO da Harkness General Energy Company. Ela ganha poderes de eletricidade que pode andar de skate e tenta tirar Rook dos negócios.
- Número 6 (dublado por Luke Arnold) – Vice-comandante dos Tech Men.
- Número 24 (dublado por Ian Hopps)  - Um membro dos Tech Men que acaba no hospital na primeira temporada, mas é revivido na segunda temporada "A Ascensão dos Tech-Men" pelo número 6. Antes de cair em coma, ele informa os Stretch que ele é o único que pode salvar a cidade.
- Oficial Santos / Mechanica (dublado por Tia Carrere) – Uma membro da equipe de operações especiais sob o emprego de Rook, ela foi uma vítima na luta em Rook Tower. Com vingança, ela é convertida em um ciborgue mortal pelo Rook.
- Jay Michaels / Dr. Dreamscape (dublado por Michael Ross) – Um mestre espiritual com habilidades telepáticas aprimoradas que lhe permitem hipnotizar os outros, prendendo-os em um estado de sono e manipulando seus sonhos.
- O Gentleman (dublado por Eric Bauza) – Um mercenário com boas maneiras. Ele usa um terno robótico que aumenta sua força e agilidade.
- Anastasia (dublado por Tara Strong) – Uma flor experimentada criada por seu pai, Oleg Savic.

### Personagens de apoio
- Erika Violette (dublado por Felicia Day) – Um colega de turma dos Flex Fighters e o interesse amoroso de Nathan. Ela se torna a aliada da equipe depois que Nathan diz a verdade na segunda temporada, episódio 2 "O Mundo dos Sonhos" e ela os segue no episódio 3 "A Vingança de Riya". Mais tarde, ela recebe poderes de energia e uma forma de energia roxa capaz de voar no final da segunda temporada.
- Mark Armstrong (dublado por Gary Cole) – Pai do Jake.
- Sandy Violette (dublado por Kath Soucie) - Mãe da Erika.
- Gabe Bannerman / Gabe-Farious (dublado por Josh Keaton) – Um colega narcisista dos Flex Fighters que namorou Erika brevemente e fica com ciúmes de Nathan quando ele começa a namorar com ela. Na segunda temporada, ele é brevemente transformado no novo Multi-Farious até Wingspan encontrar um pedaço de sua verdadeira personalidade e curá-lo.
- Miya Kimanyan (dublado por Kelly Hu) – Um repórter local baseado em Charter City.
- Kyle / King Jock (dublado por Josh Keaton) – Um colega de classe dos Flex Fighters e um pouco de um valentão.
- Grace Lidstrom (dublado por Kelly Hu) – Um funcionário da Rook que gerencia a presença online dos Flex Fighter.
- Vovô Park (dublado por Sab Shimono) – O sábio avô de Nathan, que veio aprender sobre o segredo de seu neto, costumava ser um repórter trabalhando.
- Isabelle Park (dublado por Stephanie Sheh) – Irmã mais nova de Nathan.
- Oficial Reynolds (dublado por Will Friedle) – O sarcástico segundo comandante de Kane, que lidera uma equipe de operações especiais sob o comando de Rook. Mais tarde, ele é promovido a chefe de segurança da Rook Unlimited no final da segunda temporada, apenas para ser substituído por um clone feito de Hyper-Flexarium.
- Mr. Oleg Savic / Biomass (dublado por Walter Koenig) – O professor de botânica dos Flex Fighters. Na segunda temporada, ele foi temporariamente capaz de se transformar em um monstro vegetal que era super-forte e podia controlar as vinhas como armas.
- Malouf (dublado por Eric Bauza) – Um colega de turma de curta duração dos Flex Fighters.
- Brick (dublado por Wayne Knight) – Um cientista mal compreendido que é parceiro de Mortar. Ele possui manoplas que enviam ondas de choque. Mais tarde, ele é contratado pela Rook Unlimited.
- Mortar (dublado por Troy Baker) – Um cientista mal compreendido que é parceiro de Brick. Ele possui uma arma que borrifa um líquido que torna objetos sólidos temporariamente maleáveis. Mais tarde, ele é contratado pela Rook Unlimited.

## Produção
Stretch Armstrong foi originalmente lançado em 1976 pela Kenner Products. Em 1987, a Kenner foi adquirida pela Tonka, que foi posteriormente adquirida em conjunto pela Hasbro em 1991. Todos os direitos sobre os produtos da Kenner foram transferidos para a Hasbro em 2000, quando a empresa fechou o escritório de Kenner.
Houve várias tentativas de adaptar a propriedade a uma série de televisão ou a um filme, com o último, como um filme live-action, tendo fracassado as tentativas de Disney (em 1994), Universal (em 2008) and Relativity Media (em 2012). Originalmente anunciado e desenvolvido como uma série live-action estrelando uma versão adolescente do super-herói dos anos 70, a idéia acabou sendo refeita como uma série animada dirigida a crianças antes de trazer Cook como produtor, baseado em seu trabalho com série de televisão O Espectacular Homem-Aranha. Pouco tempo depois, Burke e Wyatt foram contratados para produzir e escrever. A série foi projetada para ter histórias episódicas que também serializem em uma trama maior ao longo da 26° episódio da primeira temporada. A primeira filmagem da série foi exibida em HasCon em 10 de setembro de 2017.
A série é animada pela Digital eMation na Coreia do Sul.

## Episódios

### 1ª temporada (2017)
| # | Título                                                                          | Dirigido por   | Escrito por                     | Exibição original      |
| --- | ------------------------------------------------------------------------------- | -------------- | ------------------------------- | ---------------------- |
| 1 | "Confissões de um Super-Herói Adolescente" "Confessions of a Teenage Superhero" | Victor Cook    | Kevin Burke e Chris "Doc" Wyatt | 17 de novembro de 2017 |
| Na cidade futurista Charter City, Jake Armstrong, Nathan Park e Ricardo Perez acidentalmente invadem a Rook Unlimited, propriedade industrial e benfeitor da Charter City, Jonathan Rook. Os três são dosados com Flexarium, um material maleável e poderoso, e ganham superpoderes elásticos. Ao fugir das autoridades, os três enfrentam o descontente funcionário da Rook, o Dr. Don Robertson, que se transformou em um estranho monstro apelidado de Multi-Farious.                                                                                            |                                                                                 |                |                                 |                        |
| 2 | "O Monstro de Olhos Verdes" "Pulled in Every Direction"                         | Victor Cook    | Kevin Burke e Chris "Doc" Wyatt | 17 de novembro de 2017 |
| Rook, impressionado com o heroísmo de Jake, Nathan e Ricardo, decide contratá-los como equipe oficial de super-heróis da Charter City, os Flex Fighters. A equipe decide manter suas identidades em segredo, até mesmo de Rook, à medida que ganham os codinomes Stretch, Wingspan e Omni-Mass. Robertson, que escapou da luta do episódio anterior, ainda está à solta e os Flex Fighters devem provar que eles podem lidar com a situação, embora Malcolm Kane, o guarda-costas chefe de Rook e chefe de segurança, não pense que eles estão à altura do desafio. |                                                                                 |                |                                 |                        |
| 3 | "Ninja e o Fantasma" "Ninja and the Ghost"                                      | Kevin Altieri  | Kevin Burke e Chris "Doc" Wyatt | 17 de novembro de 2017 |
| Durante uma demonstração, Blindstrike ataca Rook Unlimited forçando o Flex Fighters a defender a instalação. Jake faz algumas investigações e descobre que Blindstrike está em aliança com o ex-parceiro e co-fundador de Rook, Dra. Racine Cleo (Dra. C, abreviado), que por muito tempo se julgou estar morto. Enquanto isso, Nathan e Ricardo começam a ter problemas quando a atitude do atleta se agita. |                                                                                 |                |                                 |                        |
| 4 | "Presença On-line" "Online Presence"                                            | Frank Paur     | Eugene Son                      | 17 de novembro de 2017 |
| O vilão Circuit-Stream planeja invadir o satélite de Rook para liberar as informações pessoais de todos. Ele recebe ajuda do misterioso Stretch Monster que lhe dá um soro que lhe dá habilidades tecnopáticas e destrói o caos em toda a Charter City. Os Flex Fighters, entretanto, também precisam lidar com sua presença online quando, no FlexFighterNet, os usuários começam a classificar os heróis fazendo com que Ricardo tenha um enorme ego e decida transmitir sua atual missão.                                                                        |                                                                                 |                |                                 |                        |
| 5 | "Stretchípedes" "Stretchipedes"                                                 | Phil Weinstein | Rob Hoegee                      | 17 de novembro de 2017 |
| Depois de uma missão desastrosa envolvendo as Irmãs Freak, Kane dá ao Flex Fighters, 48 horas para decidir quem deve ser o líder criando competição entre eles. Rook cria novos drones robóticos chamados de trechos para ajudar em várias situações. Os drones provam ser mais úteis que os heróis, mas logo se tornam instáveis e atacam os Flex Fighters devido a serem secretamente controlados pelo Stretch Monster. |                                                                                 |                |                                 |                        |
| 6 | "As Gangues da Cidade Velha" "The Gangs of Old Town"                            | Kevin Altieri  | Josh Haber                      | 17 de novembro de 2017 |
| "Smokestack" Jack Kinland é recebe poderes baseados no fumo de Stretch Monster e decide começar uma guerra de território na Old Town, a Charter City original. Os Flex Fighters são convencidos por Rook para tentar ser mais perto com Kane, no entanto Kane é revelado ter um passado ligado a Kinland e ele se vê trazido de volta à briga quando sua antiga gangue, os Stickshifts, recruta-o para ajudar Kinland e seu novo exército. |                                                                                 |                |                                 |                        |
| 7 | "Ela é Rápida" "Fast Times"                                                     | Frank Paur     | Brian Hohlfeld                  | 17 de novembro de 2017 |
| Os Flex Fighters enfrentam uma nova ameaça na forma de Quick Charge, uma vilã com poderes de eletricidade. Ela é na verdade a Dra. Sarah Kamen e culpa Rook por tirá-la do negócio de energia e trama vingança ao destruir seus geradores. Enquanto isso, Jake tenta perguntar sua paixão Riya Dashti e Nathan, e Ricardo descobrem que o avô sabe que eles são realmente os Flex Fighters. |                                                                                 |                |                                 |                        |
| 8 | "Sanduíche de Mentiras" "Lie Sandwich"                                          | Victor Cook    | Mark Hoffmeier                  | 17 de novembro de 2017 |
| Jake se sente culpado por não contar ao pai sobre sua vida dupla como Stretch. Os Flex Fighters são mais uma vez confrontados com Blindstrike, que examina um mapa das Ilhas Pearl, o local conhecido onde o avião da Dra. C caiu e onde está localizada a fórmula para o seu Hyperflexarium. No entanto, quando Jake sente falta de uma conferência de pais e professores, ele fica de castigo forçando Nathan e Ricardo a fazerem a missão sozinhos. |                                                                                 |                |                                 |                        |
| 9 | "Buraco Branco" "Singularity Event"                                             | Kevin Altieri  | Kevin Burke e Chris "Doc" Wyatt | 17 de novembro de 2017 |
| Enquanto lutam contra bandidos menores e incompreendidos, Mortar e Brick, Jake é pulverizado com uma substância desconhecida que faz com que ele perca o controle de seus poderes. Rook pede que uma amostra da substância seja devolvida para que ele possa fazer uma cura. Enquanto isso, Jake tem Ricardo pegando Riya para a dança e os dois acabam se unindo em interesses mútuos. Nathan e Erika passam tempo juntos depois que a data deste último é narcisista.                                                                                             |                                                                                 |                |                                 |                        |
| 10 | "Crise no Museu Cleo" "Crisis at the Cleo"                                      | Frank Paur     | FM De Marco                     | 17 de novembro de 2017 |
| Durante uma excursão escolar no Museu de Cleo, um grupo de criminosos especiais chamado Tech Men chega para roubar um mineral valioso chamado Prolotite. Jake, Ricardo e Nathan se encontram em uma situação difícil de tentar salvar os alunos sem revelar suas identidades. Eventualmente, a situação se torna mais complicada com a chegada de Blindstrike, a quem os Flex Fighters deduzem que alguém da escola é Stretch Monster. |                                                                                 |                |                                 |                        |
| 11 | "Festa do Ninja Secreta" "Secret Ninja Party"                                   | Alan Caldwell  | Eric Rogers                     | 17 de novembro de 2017 |
| Os Flex Fighters começam a investigar a identidade de Blindstrike e a possível localização da Dra. C. Eles descobrem todos os vilões que enfrentaram sob o Rook Unlimited e aprendem com o Multi-Farious que eles são involuntariamente experimentados pelo Rook. Os Flex Fighters rastreiam o Stretch Monster, que alega estar no emprego indesejado da Dra. C e que ele quer se libertar dela. Enquanto Jake está disposto a ajudar seu antigo inimigo, Nathan e Ricardo não têm certeza da aliança.                                                              |                                                                                 |                |                                 |                        |
| 12 | "Fim de Jogo" "Endgame"                                                         | Kevin Altieri  | Tom Krajewski                   | 17 de novembro de 2017 |
| Em flashback, Stretch Monster drena as ondas cerebrais de um cientista. No presente, o Stretch Monster apunhala os Flex Fighters. A equipe percebe que eles precisam localizar o Prolotite para pará-lo e descobrir que o traje de Blindstrike está cheio de Prolotite. Depois de uma batalha exaustiva, eles finalmente conseguem derrotá-lo e capturá-lo. No entanto, Stretch Monster chega e sequestra Blindstrike, forçando os Flex Fighters a perseguir seu inimigo.                                                                                           |                                                                                 |                |                                 |                        |
| 13 | "A Era do Flexarium" "The Age of Flexarium"                                     | Frank Paur     | Kevin Burke e Chris "Doc" Wyatt | 17 de novembro de 2017 |
| Os Flex Fighters devem derrubar o Stretch Monster para o bem e seu exército Flexarium. A equipe também deve lidar com o fato de que Blindstrike é realmente Riya e que a Dra. C tem tentado derrubar Rook, já que ele é realmente o Stretch Monster. Com os Flex Fighters agora considerados criminosos devido ao poder de Rook, eles têm que decidir qual é o próximo passo deles e como lidar com seu estado ofuscado. |                                                                                 |                |                                 |                        |

A primeira temporada é seguida pelo especial "A Fuga".

### Especial (2018)
| # | Título                  | Dirigido por | Escrito por                     | Exibição original   |
| --- | ----------------------- | ------------ | ------------------------------- | ------------------- |
| 1 | "A Fuga" "The Breakout" | Victor Cook  | Kevin Burke e Chris "Doc" Wyatt | 13 de março de 2018 |
| Fugitivos Jonathan Rook, Jake, Nathan e Ricardo tornam-se Stretch, Wingspan e Omni-Mass mais uma vez quando o Dr. Don Robertson/Multi-Farious agita a cidade. O trio logo descobre que Jack Smokestack, Circuit-Stream, Quick Charge e as Freak Sisters também escaparam de Rook Tower. Depois de uma breve luta com Multi-Farious, Stretch acalma-lo e eles descobrem algumas informações sobre o breakout antes de sair para pensar em seu próximo movimento. Enquanto isso, Blindstrike (recentemente revelado como Riya Dashti, paixão de Jake), incapacita os Flex Fighters com bombas de fumaça e os deixa nos túneis subterrâneos antes de perseguir Kari e Mari (As Irmãs Freak) enquanto eles tentam realizar um assalto a banco. Liderado pela Dra. Racine Cleo / Dra. C, que se revela ter tentado contatá-los antes, os meninos chegam em seu laboratório escondido dentro das antigas partes da Charter City subterrânea. Como o Multi-Farious, Dra. C deduz Rook encenou uma fuga para atrair os Flex Fighters do esconderijo. Ela se voluntaria e Blindstrike para lidar com os fugitivos e oferece a fuga dos Flex Fighters entregando seus uniformes. Mas o trio recusou, alegando que eles poderiam recapturar os vilões por conta própria. A Dra. C concorda em ajudá-los, e o trio inicia sua nova campanha capturando Smokestack Jack em uma boate na Old Town, onde ele dança com Madame Toussant e sua gangue. Após o plano de Omni-Mass de empurrar o ar de Smokestack ao redor com uma máquina de neblina, Stretch liga o A/C na discoteca, fazendo com que Smokestack Jack enfraqueça em um estado inconsciente, enquanto Omni-Mass disfarça sua voz e envia Rook Security. chamada anônima para pegar Smokestack. A Dra. C informa que o Quick Charge está atacando a usina e o trio se dirige para lá com um parceiro surpresa: o Multi-Farious. Depois que a luta faz o prédio inundar com água eletrificada e irrompe nas ruas, os Flex Fighters atraem Quick Charge de volta para dentro e os pedaços de Multi-Farious a prendem, permitindo à Wingspan deixar outra ligação anônima para a segurança de Rook antes que o trio deduza uma consulta Quick Charge mencionada por ela foi com o Stretch Monster (monstruoso alter-ego de Rook) e o trio concorda em ajudar Multi-Farious a encontrar Rook. Após um breve confronto com Kane e Delta Squad na Rook Tower, o grupo descobre que Rook está se escondendo no armazém onde os Flex Fighters adquiriram seus poderes e Don foi acidentalmente transformado em Multi-Farious. Quando ele é encontrado, Rook os confronta como Stretch Monster e quase acaba achatado por Multi-Farious antes de Stretch falar com ele sobre isso. O grupo logo descobre que Rook havia acabado de curar a mutação de Don, então depois que Stretch Monster consegue escapar, Don bebe a cura e explode, transformando-se em uma estátua de pedra de seu ser humano antes que a casca se quebre e revele Don Robertson ileso. Ele agradece ao Flex Fighters por dar a ele sua vida de volta antes de partirem para ajudar Blindstrike a lidar com as Irmãs Freak no banco. Depois de testemunhar Blindstrike prendendo-os em uma jaula de energia, Stretch interroga Kari e Mari depois que Omni-Mass tenta seduzi-los e falha. As Irmãs Freak revelam que Rook inseriu chips no pescoço de todos os fugitivos, impedindo-os de deixar a cidade com uma forma limitada de controle mental. (Isto seria mais tarde referenciado, como parte das partes do cânone da história, na segunda temporada do episódio 9). Depois que Blindstrike digitaliza as aparas em seus pescoços, o Dr. C recebe os dados e inicia a construção de um dispositivo de controle para arredondar Circuit-Stream e Quick Charge. Aparentemente, o último escapou antes que Kane pudesse sair da torre e prendê-la. Os Flex Fighters logo encontram Circuit-Stream e se preparam para lutar contra ele, assim como o Quick Charge aparece em resposta ao uso do controlador da Dra. C. Enquanto Wingspan lida com a Circuit-Stream em um caminhão guindaste roubado, Stretch e Omni-Mass distraem Quick Charge, usando suas rajadas de energia elétrica e punhos Omni-Mass para derrubar o caminhão guindaste e eletrocutar Circuit-Stream até cair inconsciente. Os Flex Fighters então engolfam os dois em um campo de energia em forma de pirâmide, e recuam com a Dra. C e Blindstrike em seu dirigível blindado camuflado assim que Kane e sua equipe Delta entram em cena. Impressionado com suas ações, a Dra. C concorda em treiná-los como ela treinou Blindstrike e que os cinco se tornam aliados em sua cruzada contra Rook, para a excitação de Stretch que proclama que "Os Flex Fighters estão de volta!" Enquanto isso, depois de assistir a um noticiário ao vivo, Rook, irritado, promete caçar os Flex Fighters por qualquer meio necessário, não importa quanto tempo leve, enquanto seu reflexo de Stretch Monster aparece na janela com um trovão e relâmpago. |                         |              |                                 |                     |

### 2ª temporada (2018)
| # | Título                                                 | Dirigido por  | Escrito por                     | Exibição original     |
| --- | ------------------------------------------------------ | ------------- | ------------------------------- | --------------------- |
| 1 | "O Novo Normal" "The New Normal"                       | Alan Caldwell | Jacob Semahn                    | 7 de setembro de 2018 |
| Os Flex Fighters são considerados traidores em Charter City. Agora eles devem trabalhar com Blindstrike e Dra. Cleo para lutar contra o assassino ciborgue de Rook, Mechanica (anteriormente Rook Unlimited Oficial da segurança Santos, dublado por Lilo e Tia de Stitch Carrere). Eles também aprenderam com a Dra. C como eles realmente conseguiram seus poderes, quando Riya foi inadvertidamente um agente portador do Hyper-Flexarium que infectou sua classe e que o Flexarium regular transformou Jake em Stretch, Nathan em Wingspan e Ricardo em Omni-Mass quando ambos interagiam com a fórmula. |                                                        |               |                                 |                       |
| 2 | "O Mundo dos Sonhos" "Dreamscape"                      | Kevin Altieri | Michael Vogel                   | 7 de setembro de 2018 |
| O novo vilão chamado Dr. Dreamscape dá alguns problemas aos Flex Fighters. Na B-Story, Nathan se pergunta se ele deveria contar sua paixão, Erika Violette, que ele é Wingspan. No entanto, as coisas pioram quando Dreamscape assume o controle sobre ele e as consequências o levam a contar a Erika, apenas para que ela sair dele. |                                                        |               |                                 |                       |
| 3 | "A Vingança de Riya" "Riya's Revenge"                  | Frank Paur    | Jennifer Muro                   | 7 de setembro de 2018 |
| Enquanto Riya está explorando algumas memórias de infância e encontra dados sobre o passado de seus pais como Rook Unlimited Scientists, Rook envia um homem misterioso apelidado de "O Gentleman" depois dela. Enquanto isso, Erika secretamente segue os Flex Fighters e aprende a verdade sobre eles, tornando-se seu mais nova aliada no processo. |                                                        |               |                                 |                       |
| 4 | "A Ascensão dos Tech Men" "Rise of the Tech Men"       | Alan Caldwell | Zac Atkinson                    | 7 de setembro de 2018 |
| Stretch está preso lutando contra um exército de Tech Men sem nenhum de seus parceiros para ajudar. Na B-Story, o agente Reynolds (dublado por Will Friedle) suspeita das operações de Rook depois de descobrir sua crescente obsessão em capturar os Flex Fighters. |                                                        |               |                                 |                       |
| 5 | "Biomass" "Biomass"                                    | Kevin Altieri | Kevin Burke e Chris "Doc" Wyatt | 7 de setembro de 2018 |
| Um misterioso novo inimigo chamado Biomass está roubando comida experimental de plantas de laboratórios da ciência pela cidade. Enquanto isso, o passado de Savic finalmente vem à tona quando o avô de Nathan ajuda os Flex Fighters a investigar Biomass e os assaltos, logo aprendendo que Biomass e Dr. Savic são a mesma entidade, sendo manipulados por um vilão ainda mais louco. |                                                        |               |                                 |                       |
| 6 | "Personalidade Dividida" "Split Personalities"         | Frank Paur    | Adam Jay Epstein                | 7 de setembro de 2018 |
| Ao tentar roubar alguns dados de Rook, os Flex Fighters têm que lidar com um novo problema... um acidente no laboratório de Mark Armstrong transforma Gabe no novo Multi-Farious! Além disso, Erika é atingida com uma estranha gosma e desenvolve brilhantes olhos roxos. |                                                        |               |                                 |                       |
| 7 | "A Queda de Jonathan Rook" "The Fall of Jonathan Rook" | Alan Caldwell | Paul Tobin                      | 7 de setembro de 2018 |
| Quando a equipe se separa, os Tech Men lança seu plano para assumir o Rook Unlimited. No B-Story, um segredo sombrio sobre os Tech Men e Malcolm Kane vem à luz. |                                                        |               |                                 |                       |
| 8 | "A História de Rook" "Rook's Story"                    | Kevin Altieri | Brandon Violette                | 7 de setembro de 2018 |
| Enquanto Malcolm Kane, revelado para ser o líder dos Tech Men "Número 1", assume Rook Tower, Jonathan Rook conta aos Flex Fighters e ao público, a história de como ele se tornou o homem que é hoje (incluindo sua empresa, encontros com os antecessores dos Tech Men, a Sociedade Epsilon, sua transformação em Stretch Monster, e as mortes dos pais de Riya e dos outros cientistas, menos ele e a Dra. C). |                                                        |               |                                 |                       |
| 9 | "Mestres da Ordem" "Masters of Order"                  | Frank Paur    | Brian Hohlfeld                  | 7 de setembro de 2018 |
| Kane e os Tech Men gradualmente assumindo o controle da cidade com chips de controle mental, usando a mesma tecnologia das fichas usadas por Rook nos internos em "Stretch Armstrong: A Fuga" e sua contrapartida no episódio Canon TV. Enquanto isso, os Flex Fighters são forçados a fojar uma aliança com Rook / Stretch Monster, bem como Brick e Mortar. |                                                        |               |                                 |                       |
| 10 | "Chega de Controle" "Doomsday Clock"                   | Alan Caldwell | Kevin Burke e Chris "Doc" Wyatt | 7 de setembro de 2018 |
| Pegando onde o último episódio parou, Kane e os Tech Men conseguiram escravizar as mentes de todos em Charter City, com exceção de Stretch e Agente Reynolds, que entraram em contato com uma fórmula baseada em Flexarium, tornando-os imunes. Depois de liberar Rook, Dra. C e os outros Flex Fighters do controle mental de Kane, nossos heróis devem despertar na Erika em coma e seus poderes energéticos em desenvolvimento, e trabalhar juntos para derrotar os Tech Men. |                                                        |               |                                 |                       |

## Quadrinho
A primeira edição Stretch Armstrong and the Flex Fighters foi lançado em 28 de fevereiro de 2018. Todas três edições servem como um episódio completo que ocorre antes do episódio da primeira temporada "Sanduíche de Mentiras".